# Stortemelk (schip, 1964)
De Stortemelk is een veerboot uit 1964, gebouwd in Noorwegen.
Het schip is 37,5 meter lang en 7,5 meter breed en kan tot 350 passagiers vervoeren. Dit schip voer eerst als rondvaartschip vanaf Terschelling voor de familie Rijf. Daarvoor deed het dienst als veerboot tussen het Duitse Oostzee-eiland Hiddensee en Rostock.
Rederij Eigen Veerdienst Terschelling (EVT) huurde de Stortemelk, daarom is dit schip niet overgenomen door Rederij Doeksen bij de overname van de EVT.
Op 14 februari 2011 voer de Stortemelk bij het binnenvaren van de haven van Terschelling tegen een havenhoofd aan.

## Huidig gebruik

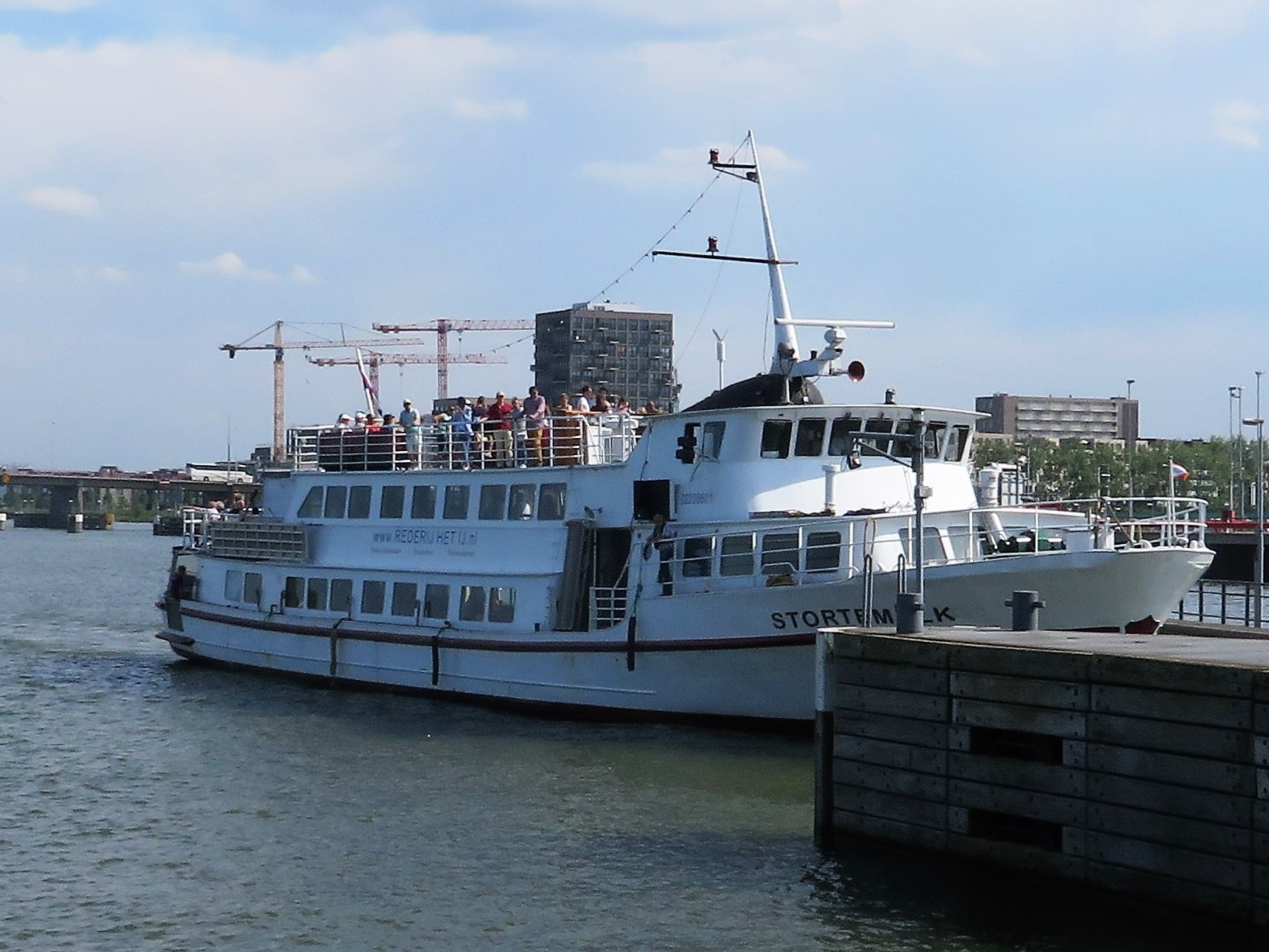
De Stortemelk bij de Oranjesluizen.

De Stortemelk is sinds april 2015 in gebruik als passagiersschip bij Rederij Het IJ in Amsterdam.